# Quatuor à cordes no 3 de Dvořák
Pour les articles homonymes, voir Quatuor à cordes no 3.
Le Quatuor à cordes no 3 en ré majeur B. 18 est un quatuor d'Antonín Dvořák. Avec une durée de plus d'une heure, ce quatuor à cordes est la plus longue des compositions de Dvořák pour cette formation. Il a été écrit au début de sa carrière, probablement dans les années 1869 ou 1870,.

## Historique
Le Quatuor à cordes no 3 est l'un des trois (no 2, 3 et 4) dont Dvořák croyait avoir détruit les partitions, celles-ci ayant été écrites au début de sa carrière de compositeur. La date exacte de composition ne peut être établie avec précision, mais tous les trois ont été composés au cours des années 1868 à 1870,  le numéro 4 ayant été achevé en décembre 1870. Plus tard, les quatre parties séparées ont été redécouvertes et ces quatuors ont été sauvés pour la postérité. Ce quatuor apparaît dans le Souborné vydání díla (édition critique complète), volume 5, daté de 1964. Il a été édité en 1962 par Jiří Berkovec.
Il a été joué pour la première fois par le Dvořák Quartet (Stanislav Srp, Jiri Kolar, Jaroslav Ruis, Frantisek Pisinger), au Rudolfinium de Prague, le 12 janvier 1969.

## Structure
Le quatuor comporte quatre mouvements :
1. Allegro con brio, en ré majeur, à
2. Andantino, en si mineur, à
3. Allegro energico — Trio, en sol majeur (Trio, en sol mineur), à
4. Finale : Allegretto, en ré majeur, à

Durée : environ 65 minutes - 70 minutes